# Rudnik (powiat starachowicki)
Rudnik – wieś w Polsce, położona w województwie świętokrzyskim, w powiecie starachowickim, w gminie Brody.
| SIMC    | Nazwa         | Rodzaj    |
| ------- | ------------- | --------- |
| 0231308 | Nad Kanałem   | część wsi |
| 0231314 | Piachowa Góra | część wsi |

2 maja 1931 z gminy Styków wyłączono wieś Rudnik, włączając ją do gminy Kunów w powiecie opatowskim w tymże województwie.
W latach 1975–1998 miejscowość administracyjnie należała do województwa kieleckiego.
Wieś położona jest nad rzeką Kamienną.
W miejscowości działa Ludowy Klub Biegacza Rudnik, którego zawodnikami są Mateusz Borkowski (mistrz Polski juniorów oraz brązowy medalista mistrzostw Europy juniorów na dystansie 800 m) oraz Agnieszka Filipowska (mistrzyni Polski juniorów w biegu na 3000 m).
Wierni Kościoła rzymskokatolickiego należą do parafii Wniebowzięcia Najświętszej Maryi Panny w Krynkach.

## Transport
- E371 : Radom – Skaryszew – Iłża – Rudnik – Ostrowiec Świętokrzyski – Opatów – Lipnik – Klimontów – Łoniów – Tarnobrzeg – Nowa Dęba – Kolbuszowa – Głogów Małopolski – Rudna Mała

- : Kamienna – Kluczbork – Praszka – Rudniki – Działoszyn – Pajęczno – Nowa Brzeźnica – Radomsko – Przedbórz – Ruda Maleniecka – Końskie – Skarżysko-Kamienna – Rudnik